# El Ciprés, Copainalá
El Ciprés är en ort i Mexiko.   Den ligger i kommunen Copainalá och delstaten Chiapas, i den sydöstra delen av landet, 700 km öster om huvudstaden Mexico City. El Ciprés ligger 1 106 meter över havet och antalet invånare är 315.
Terrängen runt El Ciprés är kuperad åt nordväst, men åt sydost är den bergig. Runt El Ciprés är det ganska tätbefolkat, med 72 invånare per kvadratkilometer. Närmaste större samhälle är Copainalá, 6,0 km norr om El Ciprés. I omgivningarna runt El Ciprés växer huvudsakligen savannskog.